# Emeric Székely
Emeric (Imre) Székely (n. 6 august 1922, Bănișor, Sălaj, România – d. 4 iunie 1999, Cluj-Napoca, România) a fost un inginer, savant în domeniul teoriei mecanismelor și mecatronicii, profesor universitar la Universitatea Tehnică (Institutul Politehnic) din Cluj.

## Biografie
Emeric Székely s-a născut în 6 august 1922, în comuna Bănișor din județul Sălaj, într-o familie evreiască. Tatăl său, Maurițiu, a fost funcționar, veteran al Primului Război Mondial, iar mama, Margareta (n. Fischman), casnică.
Familia s-a stabilit la Cluj în același an, 1922. În 1936 Emeric a fost nevoit să întrerupă studiile liceale și s-a angajat ucenic la Uzinele Dermata din Cluj, unde a lucrat până în 1942, când a fost dat afară din motive rasiale. În 1943 a fost înrolat în detașamentul de muncă pentru evrei al Armatei Maghiare, iar în mai 1944 a fost deportat la Auschwitz, împreună cu toată familia. Părinții săi au murit în lagărul de exterminare. Emeric și fratele său mai tânăr, László Székely (n.1929), au supraviețuit, fiind eliberați de la Buchenwald în aprilie 1945. Între 1945-1948 Emeric Székely a lucrat ca lăcătuș mecanic la Uzinele Dermata. În 1948 a fost trimis la studii la Universitatea Tehnică Kalinin din Leningrad. Începând din 1955 și până în 1999 a fost cadru didactic la Institutul Politehnic din Cluj (în prezent Universitatea Tehnică). A fost profesor universitar, șef de catedră, conducător de doctorat, un savant recunoscut în domeniul teoriei mecanismelor și mecatronicii.
În 1946 s-a căsătorit cu Sara Tabac, iar în 1952 s-a născut fiica sa, Andrea-Julika (căs. Ghiță).
A decedat în anul 1999 și a fost înmormântat în Cimitirul Evreiesc Ortodox din Cluj.

## Studii
- Liceul George Barițiu din Cluj (1932-1937)
- Școala de Ucenici Industriali din Cluj (1938-1939)[13]
- Liceul Evreiesc din Cluj – 1944 (fără frecvență)[14]
- Universitatea Tehnică Kalinin din Leningrad (actualmente Universitatea Petru cel Mare din Sankt Petersburg) (1948-1954), secția Mașini automate și semiautomate, absolvită cu diplomă de merit
- Institutul Bauman din Moscova (1956-1960) – aspirantură la cursuri de zi

## Titluri științifice
În 1960 a obținut titlul de candidat în științe la Institutul Bauman din Moscova, cu teza: Variator de viteză cu roți dințate care permite trecerea de la o treaptă la alta în timpul mersului și sub sarcină. 
În septembrie 1971 a obținut titlul de doctor docent în științe, la Institutul Politehnic București (azi Universitatea Tehnică București), confirmat de Comisia Superioară de Diplome în februarie 1972.

## Activitatea didactică și de cercetare științifică
În perioada 1955–1969 a urcat toate treptele ierarhiei didactice universitare de la asistent la profesor universitar, fiind șef de catedră între anii 1972-1988 (până la pensionarea sa), prodecan al Facultății de Mecanică  și apoi profesor consultant până la decesul său, în 1999.
A predat disciplinele: Mecanică, Teoria mecanismelor și Organe de mașini, la facultățile de Construcții, Mecanică Agricolă, Electromecanică, Electrotehnică, Electronică, Automatizări și Calculatoare. A fost conducător de doctorat în domeniul mecanismelor și organelor de mașini. A publicat zeci de articole în domeniul teoriei mecanismelor (variatoare de viteză cu roți dințate, mecanisme cu comandă logică și elemente mecanice, mecanisme planetare etc.) în reviste de specialitate din țară (Construcții de mașini, Studii și cercetări de mecanică aplicată, Buletinul Științific al Institutului Politehnic București și Buletinul Științific al Institutului Politehnic Cluj) și din străinătate: Journal of Mechanisms, IFTOMM Proceedings, Fachtagung Getriebethechnik etc.).

## Cărți publicate
- Teoria mecanismelor și organe de mașini, Ed. Institutului Politehnic Cluj, 1966
- Teoria mecanismelor și organe de mașini, Ed. Didactică și Pedagogică, București, 1968
- Mecanisme, Ed. Institutului Politehnic Cluj, 1974
- Mecanisme planetare, Ed. Institutului Politehnic Cluj, 1977
- Mecanisme, Ed. UT Press, Cluj, 1992 (coautor A. Dali)
- Raționamente în Teoria și practica mecanismelor, Editura U.T. Press, Cluj, 1998. Iată dedicația acestei ultime cărți: Dedic această carte studenților și absolvenților Universității Tehnice din Cluj și tuturor acelora care știu cu adevărat să se bucure de bucuria altora.

A fost membru al asociațiilor profesionale internaționale IFTOMM și GAMM.